# 織田長清
織田 長清（おだ ながきよ）は、江戸時代前期から中期にかけての大名。大和国戒重藩4代藩主、同国芝村藩初代藩主。官位は従五位下・丹後守。長政流織田家4代。

## 生涯
宇陀松山藩主・織田長頼の三男として宇陀松山にて誕生した。
天和元年（1681年）11月25日、戒重藩主・織田長明の養子となる。天和2年2月11日、5代将軍・徳川綱吉に御目見する。天和3年（1683年）5月2日、長明の隠居により家督を相続する。元禄5年（1691年）、駿府加番を命じられる。元禄15年（1701年）再び駿府加番を命じられる。
宝永元年（1704年）4月11日、陣屋を戒重村から岩田村（芝村と改称）に移転する許可を得る。ただし、工事はなかなか進まず、実際に移転したのは延享2年（1745年）のことであった。宝永6年7月1日、従五位下・丹後守に叙任する。正徳4年（1714年）2月13日に隠居し、三男の長弘に家督を譲る。
享保7年（1722年）10月7日死去、享年61。墓所は奈良県の慶田寺。
太田守一に『織田真紀』を編纂させるなど、文教面での功績が目立つ。なお、『土芥寇讎記』には「長根（＝長清）、生得利発ナリ。養父秀一（＝長明）、若年ニテ家督ヲ継グニ依テ、仕置等之事ハ、家老山路・山下ト秀一之叔父小十郎（＝織田政時）相談シテ、諸事執行セシ。其ノ例ニヤ、今モ仕置之事ハ、家臣等ニ任ス」とあり、若いときは政務を家老らに任せていたようである。

## 系譜
子女は8男2女。
- 父：織田長頼
- 母：不詳
- 養父：織田長明
- 正室：織田政時の長女
- 継室：内田正衆の長女
- 生母不明の子女
  - 次男：織田衛保
  - 三男：織田長弘
  - 四男：織田長善 - 高家旗本織田信門の養子
  - 五男：織田長亮 - 兄・長弘の養子
  - 七男：宗諄 - 藤助泉山、近江摠見寺5代住職
  - 女子：宝寿院行快室